# Mormonia dayremi
Mormonia dayremi är en fjärilsart som beskrevs av Charles Oberthür 1907. Mormonia dayremi ingår i släktet Mormonia och familjen nattflyn. Inga underarter finns listade i Catalogue of Life.